# Emma (geslacht)
Emma is een geslacht van mosdiertjes uit de  familie van de Candidae. De wetenschappelijke naam ervan is in 1843 voor het eerst geldig gepubliceerd door Gray.

## Soorten
- Emma buskii (Wyville Thomson, 1858)
- Emma cervicornis (MacGillivray, 1869)
- Emma crystallina Gray, 1843
- Emma rotunda Hastings, 1939
- Emma triangula Hastings, 1939
- Emma tricellata Busk, 1852
- Emma watersi Hastings, 1939